# 耳叶马兜铃
耳叶马兜铃（学名：Aristolochia tagala）又名印度馬兜鈴、卵叶马兜铃、卵叶雷公藤、黑面防己、鎚果马兜铃，是马兜铃科马兜铃属的植物。分布在越南、菲律宾、印度尼西亚、印度、台湾岛、马来西亚、日本以及中国大陆的云南、广东、广西等地，生长于海拔60米至2,000米的地区，多生在阔叶林中。
印度馬兜鈴的花期為5月至8月，果期則為10月至12月。是屬於香港原生種，因此受香港法例96章林務規例保護。印度馬兜鈴為多種鳳蝶幼蟲如裳鳳蝶、金裳鳳蝶及紅珠鳳蝶的寄主植物。在香港，要觀賞較具規模的印度馬兜鈴種植，可到香港動植物公園。

## 形态
全株近无毛; 叶片宽常为4-9厘米; 花被管基部收缩成柄状; 种子较大, 具宽翅。

## 外部連結
- 耳葉馬兜鈴, Eryemadouling （页面存档备份，存于） 藥用植物圖像數據庫 (香港浸會大學中醫藥學院) （繁體中文）